# グリーンビル (ノースカロライナ州)
グリーンビル（英: Greenville）は、アメリカ合衆国ノースカロライナ州の都市。ピット郡の郡庁所在地である。人口は8万7521人（2020年）。グリーンビル都市圏の中核である。
ノースカロライナ州の海岸地帯と平原では健康、娯楽、教育の中心になっている。2008年1月と2010年1月、アメリカズ・プロマイズ・アライアンスから国内「若者のコミュニティ100傑」の1つに選定された。2012年6月、雑誌「フォーブス」からは、全米で「事業とキャリアのための小さな場所」リストのトップテンに入れられた。2010年、やはり雑誌「フォーブス」から、中規模市事業の成長と開発で第24位に挙げられた。「アメリカの自転車モトクロス・プロの町」とも呼ばれ、モトクロスの多くのトッププロ選手が住んでいる。市内にはノースカロライナ州大学システムの中で、規模では第2位、成長率第1位のキャンパスである東カロライナ大学がある。またバイダント・ヘルスの旗艦病院であり、ブロディ医学校の実習病院でもあるバイダント医療センターがある。市民の学士号以上の獲得率はほぼ30%であり、州内では5番目に高い都市である。

## 歴史

### 設立
グリーンビルは1771年に、植民地総督ジョサイア・マーティンに因んで「マーティンズボロ」として設立された。1774年、町が現在あるタール川の南岸に移された。当初の場所からは3マイル (5 km) 西に動いた。1786年、町の名前がアメリカ独立戦争の英雄ナサニエル・グリーンに因んでグリーンズビルとされ、さらに後に少し短くグリーンビルとなった。

### 19世紀
グリーンビルの初期にはタール川が航行できる水路だった。1860年代まで乗客や物資を運ぶ川船の航路が幾つかあった。綿花が主要農産物であり、グリーンビルは綿花の出荷地点になった。しかし、20世紀への変わり目までにタバコが綿花を上回るようになり、換金作物になった。グリーンビルは州内でもタバコの大きな市場と倉庫がある中心地になった。

### 20世紀
1世紀以上の間、グリーンビルはタバコの重要な市場であり、また東カロライナ師範養成カレッジという州議会が1907年3月に認証し、小さな州が支援する男女共学のカレッジがある町として認められて来た。1960年代半ばに東カロライナ・カレッジは学生数が8,000人に近づき、州立カレッジの中では3番目に大きなものとなった。これは1960年と比較しても2倍だった。1967年には東カロライナ大学となった。東カロライナ大学医学校が1977年に最初の学生を受け入れた。21世紀への変わり目には学生数が18,000人となり、現在は27,500人を超えている。
グリーンビルの現在の経済発展は1968年に大手薬剤研究製造会社であるバローズ・ウェルカムがグリーンビルを本拠地に選んだ時に始まった。その場所は現在DSM製薬が所有し、約1,400人を雇用している。グリーンビル市とピット郡には、ハーパーブラッシュ、NACCOマテリアルズ・ハンドリング・グループ、グラディ・ホワイト・ボート、ASMOなど大手製造業や企業がある。世界最大のハンモック製造会社、ハンモックソースも市内にある。

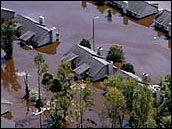
ハリケーン・フロイドによってタール川が溢れ、水没した家屋

### ハリケーン・フロイド
1999年9月、ハリケーン・フロイドがノースカロライナ州東部に上陸し、その通過中に17インチ (430 mm) 近い雨を降らせた。多くの住人は水が家の傍に来るまで洪水に気付いていなかった。洪水は夜の間に起こり、タール川はその下流で500年に1回というレベルまで水位が上がった。
この9月の初めにはハリケーン・デニスも上陸し、20インチ (500 mm) の雨を降らせていた。
ピット郡だけでも被害総額は16億ドル（2006年ならば18億7,000万ドル）と見積もられた。グリーンビルの住人の中には6フィート (1.8 m) 水没した自家まで泳がなければならなかった者もいた。中心街の洪水がひどかったので、フットボールのイーストカロライナ・パイレーツはマイアミ大学との試合をローリーにあるカーター・フィンリー・スタジアム（NCステイト・ウルフパックの本拠地）に変更し、17対23でハリケーンズを破った。

## 地理
グリーンビルは北緯35度36分6秒 西経77度22分21秒 / 北緯35.60167度 西経77.37250度 (35.601613, -77.372366)に位置している。
アメリカ合衆国国勢調査局に拠れば、市域全面積は26.3平方マイル (68 km2)であり、このうち陸地25.6平方マイル (66 km2)、水域は0.7平方マイル (1.8 km2)で水域率は2.59%である

## 人口動態
以下は2012年の推計によるグリーンビル都市圏の人口統計データである。
| 基礎データ - 人口: 172,554 人 - 世帯数: 130,204 世帯 - 市域から5マイル以内の人口: 110,997 人 - 家族数: 9,032 家族 - 人口密度: 912.8人/km2（2,364.6 人/mi2） - 住居数: 130,204 軒 - 住居密度: 424.8軒/km2（1,100.4 軒/mi2） 人種別人口構成 - 白人: 60.20% - アフリカン・アメリカン: 32.14% - ネイティブ・アメリカン: 0.80% - アジア人: 1.82% - 太平洋諸島系: 0.04% - その他の人種: 1.01% - 混血: 1.29% - ヒスパニック・ラテン系: 5.06% 年齢別人口構成 - 18歳未満: 18.8% - 18-24歳: 28.7% - 25-44歳: 28.2% - 45-64歳: 15.5% - 65歳以上: 8.8% - 年齢の中央値: 26歳 - 性比（女性100人あたり男性の人口） - 総人口: 86.2 - 18歳以上: 82.9 | 世帯と家族（対世帯数） - 18歳未満の子供がいる: 23.0% - 結婚・同居している夫婦: 30.8% - 未婚・離婚・死別女性が世帯主: 13.8% - 非家族世帯: 52.4% - 単身世帯: 35.4% - 65歳以上の老人1人暮らし: 6.4% - 平均構成人数 - 世帯: 2.18人 - 家族: 2.91人 収入と家計 - 収入の中央値 - 世帯: 28,648米ドル - 家族: 44,491米ドル - 性別 - 男性: 31,847米ドル - 女性: 26,324米ドル - 人口1人あたり収入: 18,476米ドル - 貧困線以下 - 対人口: 26.1% - 対家族数: 15.6% - 18歳未満: 24.1% - 65歳以上: 20.4% |

### 宗教
ノースカロライナ州の大半と同様に、グリーンビル市にはプロテスタントが多く、バプテスト、メソジストなど福音主義系統が集中している。長老派教会やディサイプルスもそこそこの数がいる。
ローマ・カトリック教会はヒスパニック系労働者が地域に入ってくると共に着実に増加している。大西洋岸中部や北東部から東カロライナ大学やバイダント・ヘルスなどで働くために移転してきた人々もいる。セントピーター・カトリック教会が幼稚園から8年生までの全日制学校を運営している。ジョン・ポール2世教皇カトリック高校は9年生から12年生を教えている。
市内のユダヤ人社会も長い間に成長を続けてきた。改革派と保守派双方に関わるコングリゲーション・ベイト・シャロームには80家族の会員がおり、以前は、アメリカ合衆国では初のアフリカ系アメリカ人ラビであるアリサ・スタントンが指導していた。
市の人口動態が成長し多様化する中で、過去10年間ではイスラム教のモスクやヒンドゥー教の寺院が造られてきた。

### 教会
- コミュニティ・キリスト教会
- コーナーストーン教会
- コブナント教会
- フェイス・アッセンブリー・オブ・ゴッド
- グリーンビル・クリスチャン・フェローシップ
- コイニニア・クリスチャン・センター
- アワー・レディーマー・ルーテル教会
- ユニタリアン・ユニバーサリスト・コングリゲーション・オブ・グリーンビル
- ビクトリー・クリスチャン・アッセンブリー

## 市政府
グリーンビル市は市政委員会・マネジャー方式の政府形態を採用している。市政委員は市民によって選ばれる委員で構成され、市を統治する政体である。委員会が政治に関する政策を立案する。
市長が委員会を主宰し、委員会で承認された文書に署名して成立させる。市長と市政委員会は市の一般政策策定の責任があり、他の委員会委員を指名する。委員会は条例や決議を採択する。年間予算を決め、市の運営全てに関わる予算支出を承認し。市のための契約を承認する。
市政委員会が雇用する市マネジャーは市政委員会が策定した政策を実行し、市政府の日々の管理を行う。
市政委員は6人であり、このうち5人は小選挙区から選ばれ、残り1人が市全体を選挙区に選ばれる。これは市長も同じである。

## 経済
市内の産業は昔からタバコの販売と加工が中心だったが、今日の主要産業は医療、教育、製造である。最大の雇用主はバイダント（元ピット記念病院）であり、次に東カロライナ大学、さらに特化した製造業や科学的工業が雇用のポートフォリオを補っている。教育産業は約9,500人を雇用している。医療産業は7,000人を雇用して第2位である。

## 教育
グリーンビルの公立学校はピット郡教育学区に入っている。この学区は1985年にピット郡教育学区とグリーンビル市教育学区が合併して作られた。教育委員12人が監督している。現在は小学校13校、中学校5校、高校4校があり、他に健康科学アカデミーがある。私立学校は10校ある。

### 高等教育機関
- 東カロライナ大学
- ショー大学（サテライトキャンパス）
- ピット・コミュニティカレッジ（サテライトキャンパス）
- ミラー・モット・カレッジ

## 医療
グリーンビルの医療社会はノースカロライナ州でも最大級のものである。バイダント医療センターが州内第5位の病院であり、州内に4か所ある学術的医療センターの1つである。東カロライナ大学ブロディ医学校の実習病院として機能している。この病院は1,700人以上の資格を持った医療関係者がおり、地域120万人以上の住民に貢献している。この病院や大学教育施設と共に多くの医療事務所が医院が市の西部にあり、地元では医療地区と呼ばれている。東カロライナ心臓病施設が開業し、病院と最新式6階建ての施設に、新たに250人の雇用機会を生んだ。

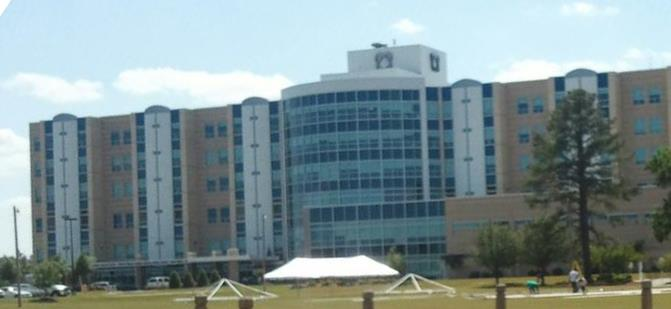
バイダント医療センターにある東カロライナ心臓病施設

## 文化

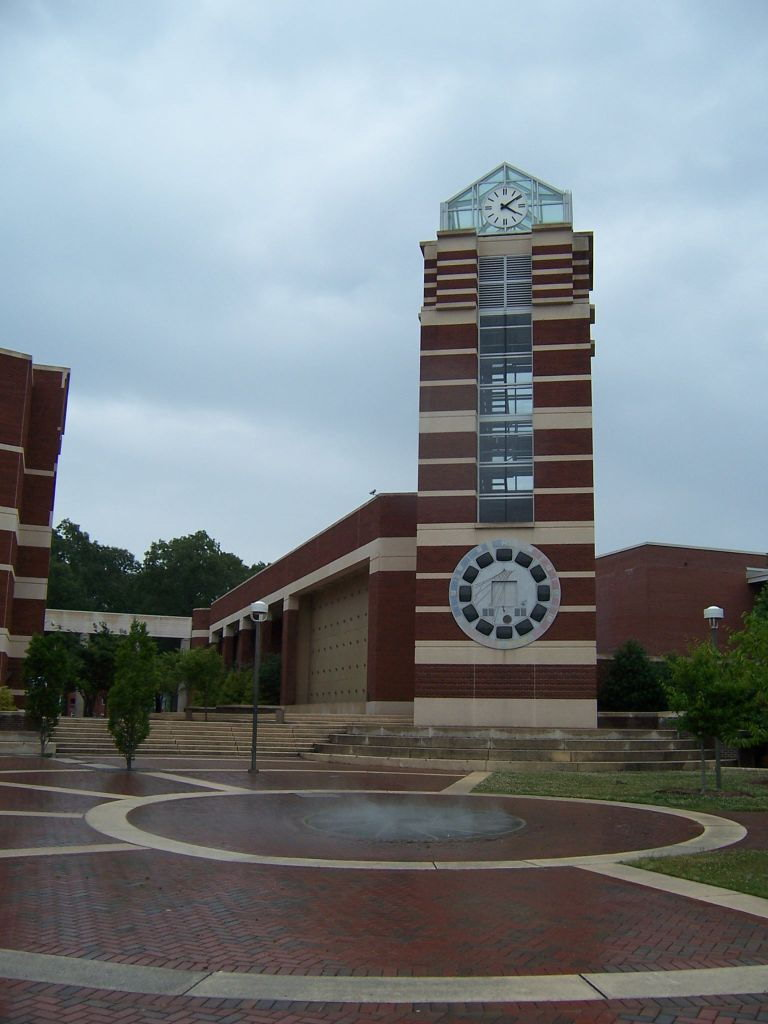
J.Y.ジョイナー図書館時計塔

グリーンビルでは幅広い文化行事があり、また東カロライナ大学の学外活動がある。東カロライナ大学は音楽コンサート、劇や舞踏の公演、旅行映画、講義などを提供している。グリーンビル美術館では地元の芸術や巡回展示がある。毎年この美術館が提供するプログラムに3,000人以上の子供たちが参加し、12,000人以上の観衆が訪れている。
劇作も盛んになってきている。グリーンビル・シアター・プロジェクトやマグノリア・アーツセンターなど地元の団体が公演側にも観衆側にもなっている。スマイルズ・アンド・フラウンズ・プレイハウスは、子供用劇を制作している。さらにSWASHインプロブのような学生集団が大学や地元会場で娯楽を提供している。
多くのレストランやナイトクラブが週末の娯楽を提供している。古いファイブポインツ地域（エバンス通りと5番通りの新装された駐車場）では、暖かい月の毎週水曜日に開かれるアンブレラ・マーケットに、地元生産者や工芸家が商品を展示している。ここは土曜日に東カロライナ大学フットボール主催試合がある秋の毎週金曜日に「フリーブート・フライディ」が開催される場所でもある。これは「アライブ・アット・ファイブ」スタイルの激励会であり、音楽生演奏、展示会、子供の活動、食品サンプル、ビールとワインのガーデンが開かれる。中心街は毎年大掛かりなハロウィーン・パーティやライブミュージック・バーで知られている。しの大きさのわりに中心街にバーやナイトクラブが多い。これは中心街に隣接して東カロライナ大学があることも関係している。2012年1月、改装されたゲイとレズビアン、バイセクシャル、トランスセクシャル・ナイトクラブが再開されたが、その後また閉鎖された。

## ショッピング
市内には多くの大型郊外店や専門店があるので、インナー・バンクス地域のショッピングでは中心になっている。グリーンビル・モール（元コロニアル・モール・グリーンビルとピット・プラザ）、ユニバーシティ・コモンズ、リンクロフト・アンド・アーリントン・ビレッジなど大型のショッピングセンターがある。グリーンビル・ブールバード、アーリントン・ブールバード、レッドバンクス道路の中にはラ・プロムナード、ラ・プロムナードII、アーリントン・ビレッジ、アーリントン・プラザがあり、最大級の屋外ショッピングの場所となっている。ここにはオールドネイビー、タルボット、オリーブガーデン、ロングホーン・ステーキハウスなど60以上の店舗とレストランがある。元コロニアル・イースト・モールがあった場所に再開発された11ガレリアには多くの大型郊外店が入っている。現在あるのはシアーズ、コールズ、フレッシュ・マーケット、ディックス・スポーティング・マーケットである。この新しいショッピングセンターは広さが40万平方フィート (37,000 m²) ある。ウォルマートの2店目が州道33号線東にオープンし、他にもレストランや小売り用のスペースがある。

## スポーツ
東カロライナ大学のスポーツチームは「パイレーツ」であり、NCAAディビジョンI-Aで競っていたが、2014年7月1日からアメリカン・アスレティック・カンファレンスに移籍する。競技場としては5万席のダウディ・フィックレン・スタジアム（アメリカンフットボール）、8,000席のウィリアムズ・アリーナ・アット・ミンジェス・コロシアム（男女バスケットボール）、3,000席のクラーク・ルクレア・スタジアム（野球）がある。2010年、1,500席で最新式のレディ・パイレーツ用ソフトボール場が完成した。その傍には陸上競技場、サッカー場、オリンピックスポーツのコーチ事務所、部室が建設中であり、すべてパイレーツの入り口であるチャールズ・ブールバードに沿っている。

飛込競技でオリンピックの金メダリスト、マーク・レンジがパイレーツの男女飛び込みチームをコーチしていたが、2012年に死亡した。
グリーンビルはリトルリーグの強い伝統がある。1951年に設立し、2つのリーグがある。1998年リトルリーグ・ワールドシリーズのサウスリージョンに代表チームを送った。準決勝まで進出したが、優勝したニュージャージー州のチームに敗れた。
グリーンビルでは、その他にソフトボール、チアリーディング、ランニング、自転車競技なども盛んである。

## 交通
グリーンビル地域にはアメリカ国道やノースカロライナ州道が集まり、州間高速道路へのアクセスを容易にしている。アメリカ国道264号線（マーティン・ルーサー・キング・ジュニア・ハイウェイ）、ノースカロライナ州道11号線（メモリアル・ドライブ）、アメリカ国道13号線、ノースカロライナ州道33号線、同43号線、同903号線が市内と周辺を通っている。州間高速道路が通っていないことでは州内最大の都市だが、州間高速道路95号線が47キロメートル西にある。
市内の北部と南部を貨物鉄道のCSXトランスポーテーションが通っている。東部と西部はノーフォーク・サザン鉄道が運行している。2012年からアムトラックのシャトルバスがウィルソンまで往復するようになり、旅客鉄道に接続するようになった。
航空便はピット・グリーンビル空港から、アメリカン・イーグルが、シャーロット・ダグラス国際空港へ定期便を運航している。
グリーンビル市はグリーンビル地域交通と呼ぶバスの運行体系を運営している。東カロライナ大学も包括的バス便を運行しており、年間250万人が利用している。学生や大学スタッフ、教員は無料で利用できる 。
グリーンビル市は自転車と歩行者のためにより包括的なグリーンウェイを構築する過程にある。最初の部分であるサウスタール川グリーンウェイは2009年後半に開通した。2番目の部分はイーストグリーンビルと、小型および大型ドッグランを結ぶものであり、2011年6月に完成し、開放された。3番目の部分は計画段階にある。

## メディア

### 新聞と印刷物
「デイリー・リフレクター」が日刊紙であり、グリーンビル最高の事業である。その他「Gベガス・マガジン」、「グリーンビル・タイムズ」、「イースト・カロリニアン」、「ハー・マガジン」、「マイノリティ・ボイス」、「ビバ・グリーンビル」が発行されている。

### ラジオとテレビ
グリーンビルで免許が出ているラジオ局はAMが4局、FMが7局ある。
テレビは4局が免許を取得しており、全国ネットの系列局である。その他にも4つの局の放送を視聴できる。

### ボイス・オブ・アメリカ/IBB
グリーンビルには、アメリカ合衆国政府の国際放送局が管轄するボイス・オブ・アメリカ短波放送の大型送信施設がある。送信設備も大型のアンテナ・ファームもグリーンビル市のすぐ郊外にある。送信局はアメリカ合衆国政府が資金手当てし、非軍事、国際放送を短波に載せて送っており、ワシントンD.C.の衛星相互接続システムのゲイトウェイが機能しなくなった場合に、アップリンク・プログラムを使うスタンバイかつ代替ゲイトウェイとして機能している。この局は大西洋地域衛星へのアップリンク・プログラムではバックアップ施設でもあり、衛星の主要リターンリンクとして機能する。ボイス・オブ・アメリカの主たる対象地域はラテンアメリカ、キューバ、カリブ海、およびアフリカである。管理、配信、モニターのための施設が1つと、実際に送信する施設が2つ、合計3つの施設が30キロメートルの正三角形を作っている。一時期、この施設が世界最大の国際放送施設であることがあった。

## 著名な出身者
- フレデリック・ブルックス – ソフトウェア技術者、計算機科学者
- アレックス・ホワイト – メジャーリーグベースボール選手、ヒューストン・アストロズ
- MrBeast – YouTuber、慈善家